# Férfi csapat párbajtőrvívás az 1908. évi nyári olimpiai játékokon
A Londonban megrendezett 1908. évi nyári olimpiai játékokon a férfi csapat párbajtőrvívás egyike volt a 4 vívószámnak. 9 nemzet indult a versenyen.

## Eredmények

### Előselejtező
| Győztesek                                                                               | Győztesek   | Vesztesek   | Vesztesek                                                                              |
| Vívók                                                                                   | Nyert menet | Nyert menet | Vívók                                                                                  |
| --------------------------------------------------------------------------------------- | ----------- | ----------- | -------------------------------------------------------------------------------------- |
| Nagy-Britannia (GBR) · Leaf Daniell · Martin Holt · Robert Montgomerie · Edgar Seligman | 9           | 7           | Hollandia (NED) · Jetze Doorman · Arie de Jong · Alfred Labouchere · George van Rossem |

### Első kör
A győztesek bejutottak a elődöntőbe, a vesztesek kiesett, kivéve a vesztes dán csapatot. Ők a vígaszágra került, mert a későbbi bajnok franciáktól kaptak ki.
| Győztesek                                                                                          | Győztesek   | Vesztesek   | Vesztesek                                                                                                 |
| Vívók                                                                                              | Nyert menet | Nyert menet | Vívók |
| -------------------------------------------------------------------------------------------------- | ----------- | ----------- | --- |
| Olaszország (ITA) · Marcello Bertinetti · Giuseppe Mangiarotti · Riccardo Nowak · Abelardo Olivier | 12          | 7           | Cseh Királyság (BOH) · Otakar Lada · Vlastimil Lada-Sázavský · Vilém Goppold von Lobsdorf · Vilém Tvrzský |
| Franciaország (FRA) · Gaston Alibert · Bernard Gravier · Alexandre Lippmann · Jean Stern           | 10          | 6           | Dánia (DEN) · Ejnar Levison · Ivan Osiier · Lauritz Østrup · Herbert Sander                               |
| Belgium (BEL) · Paul Anspach · Désiré Beaurain · Fernand de Montigny · Victor Willems              | 11          | 6           | Svédország (SWE) · Eric Carlberg · Gustaf Lindblom · Henry Peyron · Pontus von Rosen                      |
| Nagy-Britannia (GBR) · Leaf Daniell · Cecil Haig · Martin Holt · Robert Montgomerie                | 13          | 5           | Németország (GER) · Jakob Erkrath de Bary · Julius Lichtenfels · August Petri · Georg Stöhr               |

### Elődöntő
A győztesek bejutottak a döntőbe, a vesztes olasz csapat kiesett, a vesztes brit csapat a vígaszágra került, mert a későbbi bajnok franciáktól kaptak ki.
| Győztesek                                                                                         | Győztesek   | Vesztesek   | Vesztesek                                                                                          |
| Vívók                                                                                             | Nyert menet | Nyert menet | Vívók                                                                                              |
| ------------------------------------------------------------------------------------------------- | ----------- | ----------- | -------------------------------------------------------------------------------------------------- |
| Franciaország (FRA) · Gaston Alibert · Herman Georges Berger · Charles Collignon · Eugène Olivier | 12          | 5           | Nagy-Britannia (GBR) · Leaf Daniell · Cecil Haig · Martin Holt · Robert Montgomerie                |
| Belgium (BEL) · Paul Anspach · Désiré Beaurain · Ferdinand Feyerick · François Rom                | 9           | 8           | Olaszország (ITA) · Marcello Bertinetti · Giuseppe Mangiarotti · Riccardo Nowak · Abelardo Olivier |

### Döntő
Franciaország győztes lett, a vesztes belga csapat pedig a vigaszág győztesével mérkőzött meg az ezüstéremért.
| Győztesek                                                                                    | Győztesek   | Vesztesek   | Vesztesek                                                                          |
| Vívók                                                                                        | Nyert menet | Nyert menet | Vívók                                                                              |
| -------------------------------------------------------------------------------------------- | ----------- | ----------- | ---------------------------------------------------------------------------------- |
| Franciaország (FRA) · Gaston Alibert · Bernard Gravier · Alexandre Lippmann · Eugène Olivier | 9           | 7           | Belgium (BEL) · Paul Anspach · Désiré Beaurain · Ferdinand Feyerick · François Rom |

### Vigaszág
Nagy-Britannia és Dánia a vigaszágra jutott, mert korábban kikapott a bajnok francia csapattól. A vigaszág győztese játszhatott az ezüstéremért.
| Nyertesek                                                                           | Nyertesek   | Vesztesek   | Vesztesek                                                                | Vesztesek |
| Vívók                                                                               | Nyert menet | Nyert menet | Vívók                                                                    |           |
| ----------------------------------------------------------------------------------- | ----------- | ----------- | ------------------------------------------------------------------------ | --------- |
| Nagy-Britannia (GBR) · Leaf Daniell · Cecil Haig · Martin Holt · Robert Montgomerie | 9           | 8           | Dánia (DEN) · Otto Becker · Ejnar Levison · Ivan Osiier · Herbert Sander |           |

### Ezüstmérkőzés
| Nyertesek                                                                              | Nyertesek   | Vesztesek   | Vesztesek                                                                           | Vesztesek |
| Vívók                                                                                  | Nyert menet | Nyert menet | Vívók                                                                               |           |
| -------------------------------------------------------------------------------------- | ----------- | ----------- | ----------------------------------------------------------------------------------- | --------- |
| Nagy-Britannia (GBR) · Edgar Amphlett · Leaf Daniell · Cecil Haig · Robert Montgomerie | 9           | 5           | Belgium (BEL) · Paul Anspach · Fernand Bosmans · Fernand de Montigny · François Rom |           |